# Ilja Jaroslawitsch
Ilja Jaroslawitsch (russisch Илья́ Яросла́вич; * vor 1020; † vor 1034) war Fürst von Nowgorod (vor 1034). Er war der älteste bekannte Sohn von Jaroslaw dem Weisen.

## Leben
Über Ilja ist fast nichts bekannt. Nur die Erste Nowgoroder Chronik (jüngere Ausgabe) erwähnte ihn: 

„Und Jaroslaw wurde ein Sohn Ilja geboren, und er setzte ihn in Nowgorod ein, und dieser starb. Und danach […] setzte er seinen Sohn Wladimir in Nowgorod ein.“

Wladimir war der erste Sohn Jaroslaws aus dessen Ehe mit Ingegerd. Ilja muss also ein Sohn aus Jaroslaws vorheriger Ehe gewesen sein.
Sein Geburtsjahr wäre demnach vor 1020, seine Herrschaft in Nowgorod vor 1034 gewesen.
Wann Ilja starb, ist unbekannt.